# Tigris (Boot)
Tigris war der Name eines Schilfbootes, das der norwegische Wissenschaftler Thor Heyerdahl in den 1970er Jahren nach sumerischem Vorbild im Irak baute.

## Die Vorgeschichte
Heyerdahl wollte damit experimentell beweisen, dass die Sumerer bereits vor 6000 Jahren in der Lage waren, mit aus Schilfrohr gefertigten Booten das Meer zu befahren und auf diesem Weg mit Indien und Afrika Handel zu treiben.

## Die Expedition
Die Fahrt begann am 24. November 1977 in Al-Qurna (Irak) am Zusammenfluss von Euphrat und Tigris, führte durch den Schatt al-Arab und den persischen Golf nach Bahrain (historisch Dilmun), dann durch die Straße von Hormus nach Oman (hist. Magan) und weiter in östlicher Richtung nach Karatschi in Pakistan (westlich lag das hist. Meluhha) unweit des Indus-Deltas. Der zweite Teil der Reise der elfköpfigen, unter der Flagge der Vereinten Nationen segelnden Besatzung führte in westlicher Richtung über das arabische Meer nach Dschibuti am Horn von Afrika – Ziel war das „Goldland Punt“ im Gebiet des heutigen Somalia.
Die Staaten am Horn befanden sich im Ogadenkrieg, sodass eine Durchfahrt in das Rote Meer nicht möglich war. Als Protest gegen die Militarisierung der Region verbrannten Heyerdahl und die internationale Besatzung der Tigris das Schilfboot am 3. April 1978, nach 6800 km oder 143 Tagen, auf dem Meer vor Dschibuti.
In einem Brief der Besatzung an den Generalsekretär der Vereinten Nationen hieß es:

„[…], um gegen die Unmenschlichkeit in der Welt von 1978 zu protestieren, […] Umgeben von Militärflugzeugen und Kriegsschiffen der zivilisiertesten und höchstentwickelten Nationen wird uns […] verweigert, irgendwo an Land zu gehen, […], weil sich die Brüder und Nachbarn überall sonst mit Mitteln gegenseitig umbringen, die ihnen von denen zur Verfügung gestellt werden, die die Menschheit auf unserem gemeinsamen Weg in das 3. Jahrtausend führen.“

## Die Mannschaft
- Thor Heyerdahl
- Norman Kent Baker
- Hans Peter Bøhn
- Norris Brock
- Germán Carrasco
- Asbjørn Damhus
- Carlo Mauri
- Rashad Nazir Salim

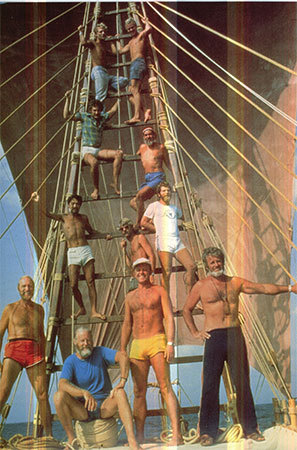
Die Mannschaft auf der Tigris 1978

- Juri Alexandrowitsch Senkewitsch
- Toru Suzuki
- Detlef Soitzek